# کالا بایراوا
کالا بایراوا (انگلیسی: Kaala Bhairava؛ زادهٔ ۷ اوت ۱۹۹۱) موسیقی‌دان، رهبر گروه موسیقی و خواننده اهل هند است که بیشتر در سینمای تالیوود فعال است و به زبان‌های تامیلی، هندی، کنادا، و تلوگو ترانه و آواز می‌خواند.
از فیلم‌هایی که وی در آن‌ها نقش داشته‌است، می‌توان به مگس، آغاز باهوبالی، سایز صفر، باهوبالی ۲: فرجام، آراویندا سامدا ویرا راگاوا، آمر اکبر آنتونی، فضا ۹۰۰۰ کیلومتر برساعت، ن. ت. ر: قهرمان، ن. ت. ر: رهبر بزرگ، وینایا ویدهیا راما، پیراهن ورزشی، رفیق عزیز و آرآرآر (در ترانهٔ «رقص رقص») اشاره نمود.